# Presentazione

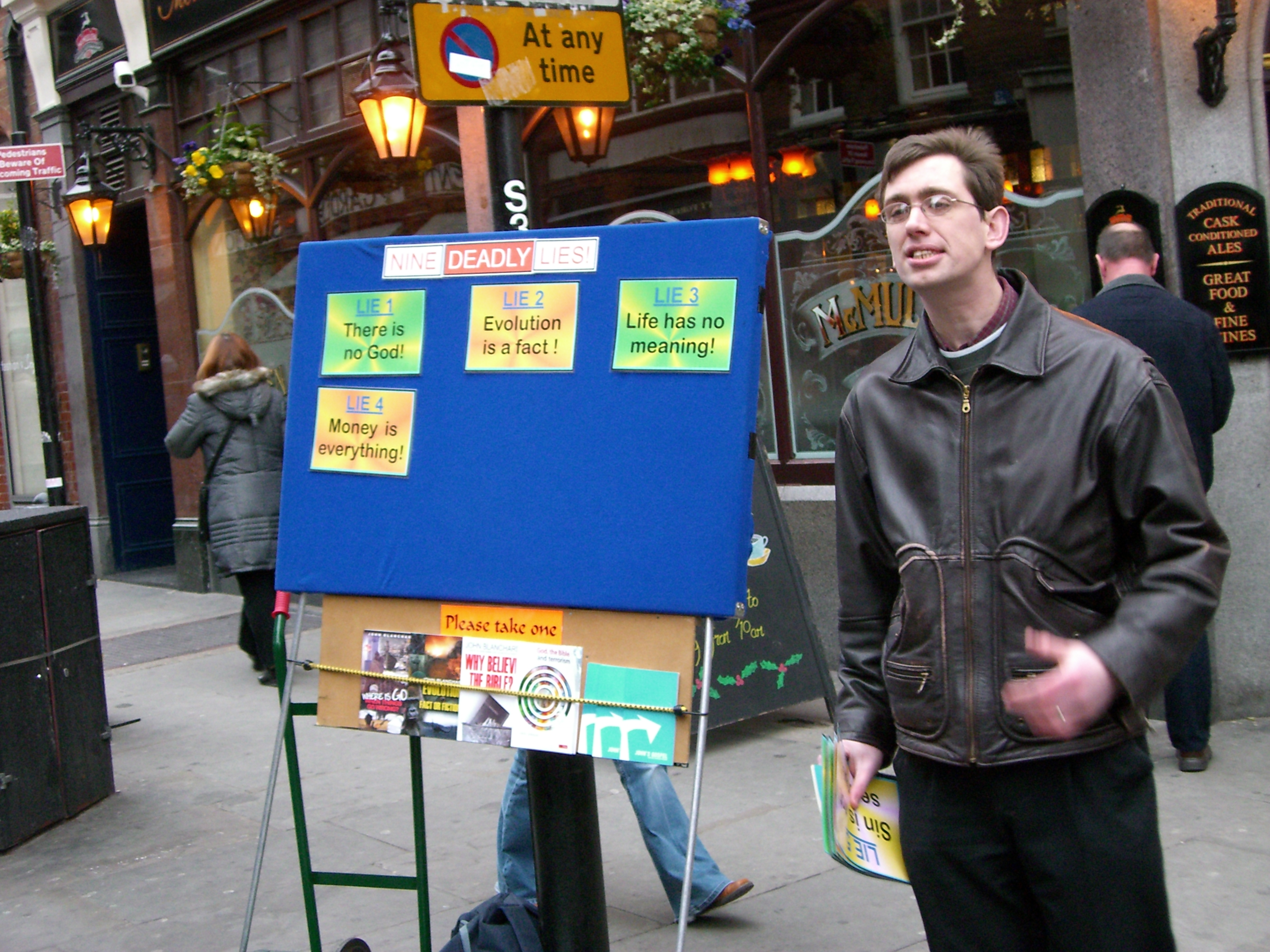
Un predicatore di strada a Covent Garden che usa uno stile di presentazione

La presentazione è il processo con il quale si presentano i contenuti di un argomento a un pubblico. Può veicolare testi, immagini, video e file audio e si può dividere in due tipi: presentazione multimediale (usata per presentare prodotti, progetti, ecc. mediante l'uso di strumenti multimediali) oppure slideshow, nel quale si mostrano prevalentemente immagini, spesso accompagnate da effetti o testi in sovraimpressione.
Per creare e ordinare i contenuti di una presentazione si usano particolari programmi applicativi, come LibreOffice, OpenOffice.org, KOffice, Keynote o Microsoft PowerPoint, Google Slides, Prezi sono spesso .
Occorre precisare che fare una presentazione è profondamente diverso dal fare un file "PowerPoint" (o più, in generale, "delle slide") in quanto la presentazione è il processo mentre l'altro è solo un mero strumento a supporto della presentazione. Si può fare una presentazione senza l'uso di strumenti, digitali.

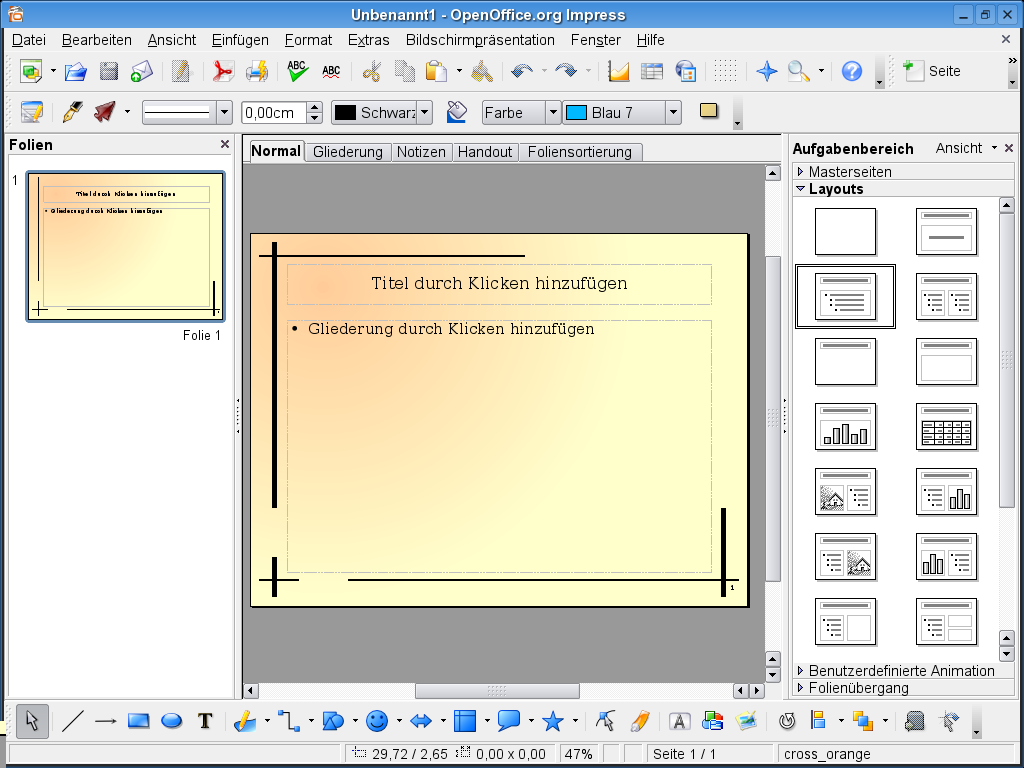
Il programma open source OpenOffice.org Impress, per creare presentazioni

## Slideshow
Con il termine slideshow (dall'inglese slide, diapositiva e show, presentazione) si definisce una sequenza di immagini (o un video composto da tale sequenza) che, molto spesso, è accompagnata da musiche di sottofondo o effetti di transizione.
In passato, questa tecnica veniva realizzata tramite le diapositive, ma era un lavoro complesso e, per questo, poco diffuso. In seguito, è diventata alla portata di tutti con l'avvento dei PC multimediali, la diffusione della fotografia digitale (e degli scanner), lo sviluppo di software come Imagination, Prezi, Photofilmstrip, Impress, PowerPoint, Videoporama, Canva, OpenShot e altri software proprietari di case come Adobe, Pinnacle, HP, Roxio.

## Illustrazioni utili
- Matrice BCG: questo diagramma è molto diffuso nel marketing, sebbene la maggior parte delle persone apprendano le basi del programma solo a livello universitario.
- Analisi SWOT